# Odontopyge rubripes
Odontopyge rubripes är en mångfotingart som beskrevs av Filippo Silvestri 1895. Odontopyge rubripes ingår i släktet Odontopyge och familjen Odontopygidae. Inga underarter finns listade i Catalogue of Life.